# Arrecife artificial

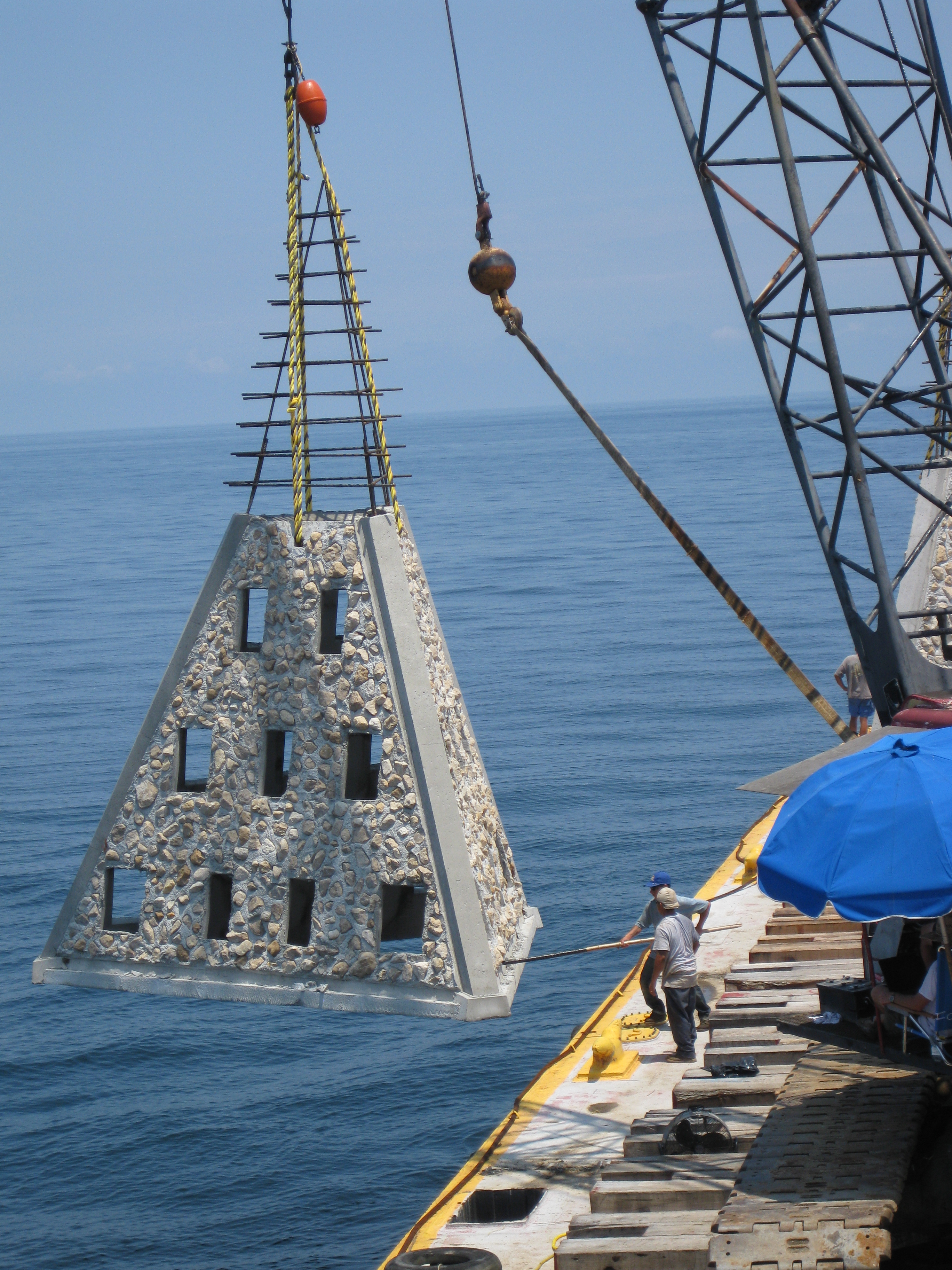
Instalando un arrecife artificial para peces.

Un arrecife artificial es una estructura béntica marina o de agua dulce creada por el hombre. Normalmente se construye en zonas con un fondo generalmente desprovisto de características para promover la vida marina y puede tener como objetivo controlar la erosión, proteger las zonas costeras, bloquear el paso de barcos, impedir el uso de redes de arrastre, apoyar la restauración de arrecifes, mejorar la acuicultura o potenciar el submarinismo y el surf. Los primeros arrecifes artificiales fueron construidos por los persas y los romanos.
Un arrecife artificial de oportunidad se construye a partir de objetos que estaban destinados a otros fines, como el hundimiento de plataformas petrolíferas (a través del programa Rigs-to-Reefs), el hundimiento de barcos o el despliegue de escombros o restos de construcción. Los restos de naufragios pueden convertirse en arrecifes artificiales cuando se conservan en el fondo marino. Un arrecife artificial convencional utiliza materiales como el hormigón, que puede moldearse en formas especializadas (por ejemplo, Reef Ball Foundation). Los arrecifes artificiales ecológicos incorporan materiales renovables y orgánicos, como fibras vegetales y conchas marinas, para mejorar la sostenibilidad y reducir el consumo de energía, la contaminación y las emisiones de gases de efecto invernadero. En algunos casos, los arrecifes artificiales se han desarrollado como obras de arte.
Los arrecifes artificiales suelen ofrecer superficies duras donde se adhieren algas e invertebrados como cirrípedos, corales y ostras y espacios donde pueden esconderse peces de distintos tamaños. A su vez, la acumulación de vida marina adherida proporciona estructuras complejas y alimento para las poblaciones de peces. El impacto ecológico de un arrecife artificial depende de múltiples factores, como su ubicación, su construcción y la edad y el tipo de especies implicadas.
Se está investigando mucho sobre los métodos de construcción y los efectos de los arrecifes artificiales. Muchos de los materiales utilizados al principio se consideran ahora indeseables. Una revisión bibliográfica de 2001 sugería que aproximadamente la mitad de los arrecifes estudiados cumplían sus objetivos. La planificación a largo plazo y la gestión continua se señalaron como factores esenciales para el éxito. Un análisis más reciente de los arrecifes en todo el mundo entre 1990 y 2020 concluye que los arrecifes artificiales pueden ser herramientas útiles para restaurar los ecosistemas marinos si se diseñan estratégicamente para adaptarse a su ubicación específica y a sus necesidades de recursos.

## Historia
La construcción de arrecifes artificiales comenzó en la Antigüedad. Según el historiador Diodoro Sículo, los romanos bloquearon el puerto de Lilybaeum durante la primera guerra púnica contra los cartagineses, hacia el año 250 a. C. Construyeron un arrecife artificial "con piedras y material de construcción" y colocaron postes en los canales utilizando "grandes maderos y anclas" Los persas bloquearon la desembocadura del río Tigris para frustrar a los piratas árabes construyendo un arrecife artificial.
Los arrecifes artificiales para aumentar el rendimiento pesquero o para la alguicultura empezaron a construirse en el Japón del siglo XVII, cuando se utilizaron escombros y rocas para cultivar algas. El arrecife artificial más antiguo del que se tiene constancia en Estados Unidos data de la década de 1830, cuando se utilizaron troncos de cabañas frente a la costa de Carolina del Sur para mejorar la pesca. En Filipinas, una técnica de pesca tradicional autóctona conocida como nidos de peces (conocida nativamente con diversos nombres, como gango, amatong o balirong), es básicamente un arrecife artificial. Utiliza rocas y madera anegada para construir montículos dentro de zanjas excavadas en aguas mareales poco profundas que atraen a peces y crustáceos. Los montículos se cosechan cada pocas semanas durante la marea baja, rodeándolos con redes y desmontándolos pieza a pieza. Se reconstruyen después de cada cosecha. Los nidos de peces se utilizan a menudo para capturar alevines de mero y utilizarlos como semillas para la acuicultura. Los nidos de peces eran de uso común desde antes de 1939.
Desde antes de la década de 1840, los pescadores estadounidenses utilizaban troncos entrelazados para construir arrecifes artificiales. Más recientemente, desechos como frigoríficos viejos, carritos de la compra, coches desguazados y máquinas expendedoras fuera de servicio sustituyeron a los troncos en arrecifes ad hoc. Proyectos autorizados oficialmente han incorporado barcos fuera de servicio, vagones de metro, carros de combate, vehículos blindados de transporte de tropas, plataformas de perforación petrolífera y bolas de arrecife en forma de colmena.

## Propósitos
Las estructuras de arrecifes artificiales tienen diversos usos previstos, que van desde la protección, mejora y restauración de los ecosistemas marinos hasta el apoyo a actividades humanas como la pesca, el buceo recreativo y el surf. Los arrecifes artificiales pueden utilizarse como herramientas de restauración activa para mitigar los daños medioambientales y la pérdida de hábitats, restaurar ecosistemas degradados como los bosques de algas y los arrecifes de coral y promover la biodiversidad. En la gestión pesquera, los arrecifes artificiales pueden tener por objeto aumentar la producción de especies de interés recreativo y comercial, mejorar el rendimiento pesquero y apoyar la pesca recreativa, artesanal o comercial. Pueden diseñarse para proteger los hábitats bénticas de la pesca de arrastre ilegal y restaurar las poblaciones de peces. Pueden colocarse para proteger contra la erosión costera. También pueden desarrollarse para apoyar el ecoturismo, promover actividades recreativas como el submarinismo y el surf y mitigar la presión turística sobre los corales.
El diseño y la construcción de un arrecife artificial pueden ser muy diferentes en función de su ubicación y de los objetivos previstos. Un arrecife diseñado para un fin puede ser inadecuado para otros. Los primeros intentos de crear arrecifes artificiales fracasaron con frecuencia o, en el mejor de los casos, obtuvieron resultados desiguales. Revisiones más recientes de trabajos realizados entre 1990 y 2020 sugieren que un arrecife artificial correctamente implantado, diseñado para adaptarse a su ecosistema objetivo, puede ser útil como herramienta para la restauración de ecosistemas marinos. Los revisores reclaman mejores comparaciones antes/después y de control de los arrecifes artificiales y naturales, un mayor seguimiento de los arrecifes a lo largo de su vida útil y atención a la orientación espacial, la complejidad y la forma del sustrato del arrecife, entre otras cosas.

### Comunidades de arrecifes artificiales

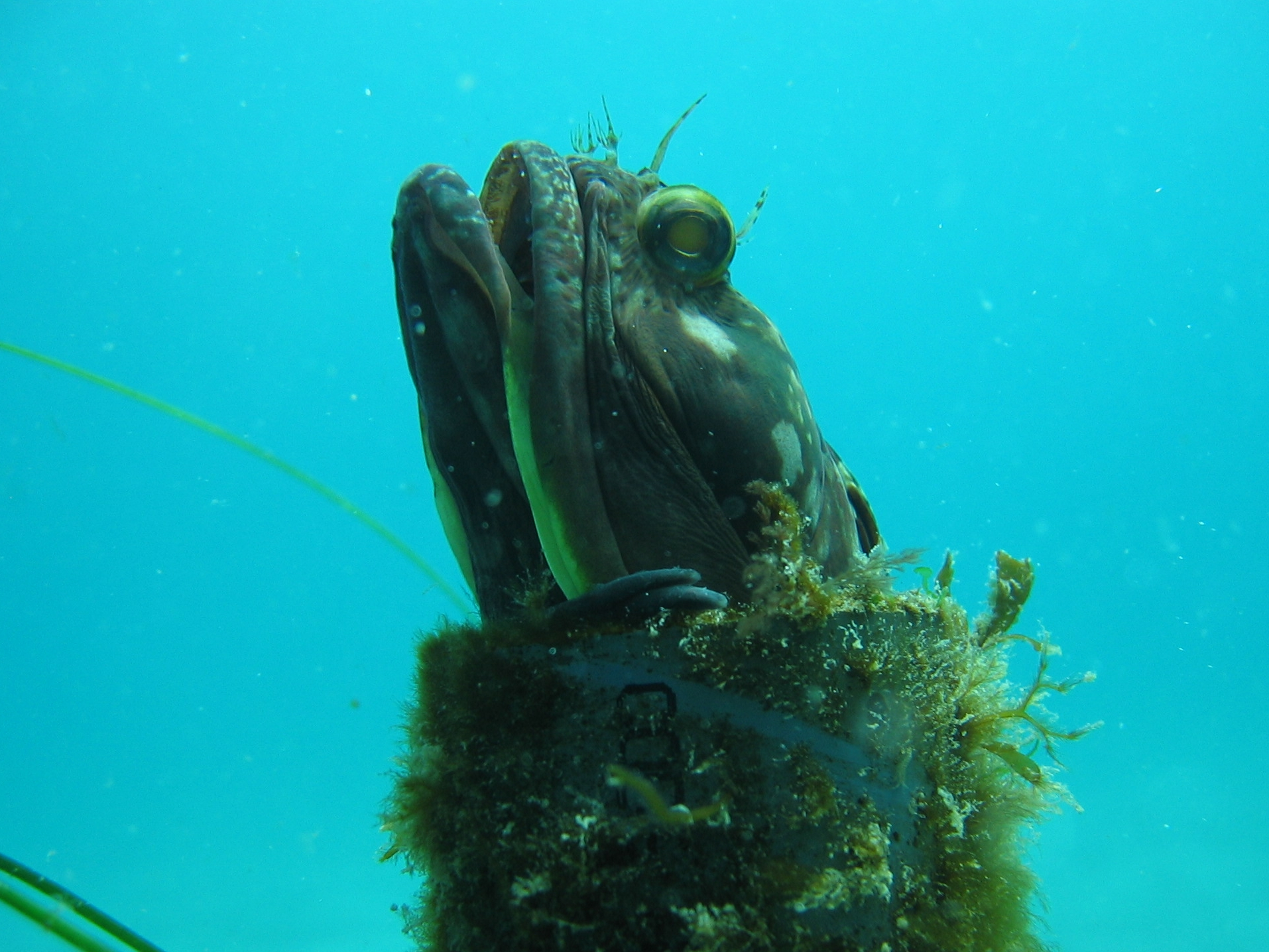
Los objetos creados por el hombre proporcionan escondites para la vida marina, como este Blenia

En las estructuras de arrecifes artificiales destinadas a mejorar el ecosistema, las comunidades arrecifales tienden a desarrollarse en etapas más o menos predecibles. En primer lugar, cuando una corriente oceánica encuentra una estructura vertical, puede crear un afloramiento rico en plancton que proporciona un punto de alimentación fiable para peces pequeños como sardinas y pececillos, que atraen a depredadores piélagos como thunini y tiburones. A continuación vienen las criaturas que buscan protección de la letal apertura del océano: habitantes de agujeros y grietas como el mero, el pargo, el pez ardilla, la anguila y el pez ballesta. También aparecen depredadores oportunistas como el jurel y la barracuda. Con el paso de los meses y los años, la estructura del arrecife se llena de algas, tunicados, corales duros y blandos y esponjas.

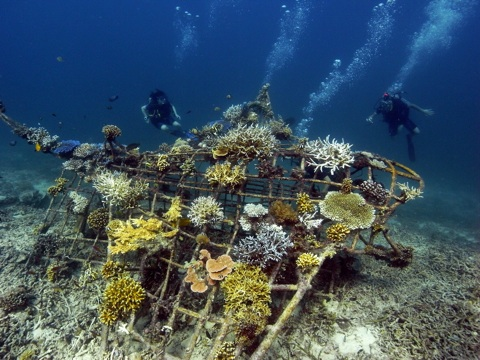
Un arrecife electrificado recién construido por Gili Eco Trust en Indonesia.

Un arrecife electrificado es un arrecife artificial en el que se aplica una pequeña carga eléctrica de bajo voltaje a una estructura metálica submarina que provoca la precipitación de piedra caliza sobre una estructura metálica a la que pueden adherirse y crecer plánulas de coral; el proceso también acelera el crecimiento posterior a la adhesión.
La tecnología de impresión 3D se ha empleado tanto para crear moldes que optimicen el entorno de las especies objetivo, como para crear directamente arrecifes artificiales de cerámica y hormigón. También se ha trabajado en el desarrollo de materiales respetuosos con el medio ambiente. Por ejemplo, Archireef ha diseñado baldosas de terracota impresas en 3D, no tóxicas, biodegradables y con un pH compatible con el coral. Las baldosas son lo bastante pequeñas como para que un submarinista pueda manipularlas e instalarlas. Una instalación en Hong Kong registró una tasa de supervivencia del coral del 95% al cabo de tres años, más de cuatro veces la tasa de supervivencia de los métodos de restauración más tradicionales.
Las acciones de restauración y mitigación en arrecifes artificiales pueden incluir actividades como el trasplante de corales, el reasentamiento de larvas y la jardinería. Por ejemplo, la Coral Restoration Foundation de los Cayos de Florida cría especies clave como el cuerno de alce (Acropora palmata) y el cuerno de ciervo (Acropora cervicornis) en viveros de coral y replanta los corales en arrecifes coralinos degradados. La aplicación de estas tecnologías a los arrecifes artificiales podría contribuir a restaurar los ecosistemas marinos. Un artículo de revisión de 2023 afirma: "La implantación de arrecifes artificiales para restaurar ecosistemas marinos puede hacerse bien, invirtiendo recursos en estudios dirigidos específicamente a determinar las características adecuadas de los mismos para cada lugar".

### Captura de carbono
Existe interés por la posibilidad de que los arrecifes artificiales sirvan para favorecer el secuestro de carbono y contrarrestar el cambio climático. Los ecosistemas de vegetación costera (manglares, marismas y praderas marinas), los lechos de algas y el fitoplancton se han identificado como posibles sumideros de carbono. Se espera que el aumento de la biomasa en los arrecifes artificiales pueda proporcionar otra forma de almacenamiento de carbono azul.
Arrecife RGV, un arrecife artificial de 1.650 acres creado en 2017 en el Golfo de México, frente a la costa de Texas, está siendo estudiado para evaluar su potencial para la captura de carbono. Otra zona de estudio se encuentra frente a la isla de Juehua, en el mar de Bohai. Para calcular el flujo de captura de carbono en los sistemas acuáticos deben tenerse en cuenta factores biológicos, físicos, sociales y tecnológicos. Cerca de la isla de Juehua, los arrecifes artificiales en forma de M mejoraron las condiciones hidrodinámicas para crear un sumidero de carbono, pero las especies marinas locales tenían una disponibilidad limitada. Se sugirió el desarrollo de estrategias de gestión marina activa y la introducción de especies biológicas adecuadas como formas de aumentar el potencial de captura de carbono.

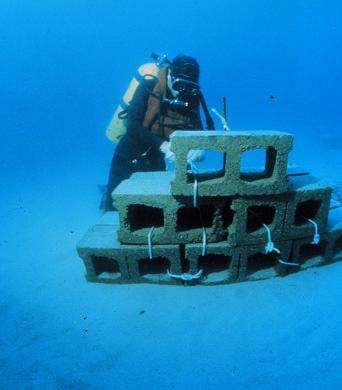
Construcción de un arrecife artificial con bloques de hormigón.

En el Caribe, los investigadores han descubierto que la colocación de bloques de hormigón como arrecifes artificiales cerca de praderas marinas tropicales puede crear un bucle de retroalimentación positiva. Las estructuras arrecifales atraen a los peces al proporcionarles refugio y los peces, a su vez, fertilizan las praderas marinas y aumentan su productividad, proporcionándoles a la vez alimento y refugio. La combinación de praderas marinas y estructuras de arrecife proporcionó una mayor protección frente a las redes de pesca, además de aumentar la biomasa de la pradera. Las estimaciones sugieren que las praderas marinas del Caribe pueden proporcionar reservas sustanciales de carbono global.

### Prevención de la erosión

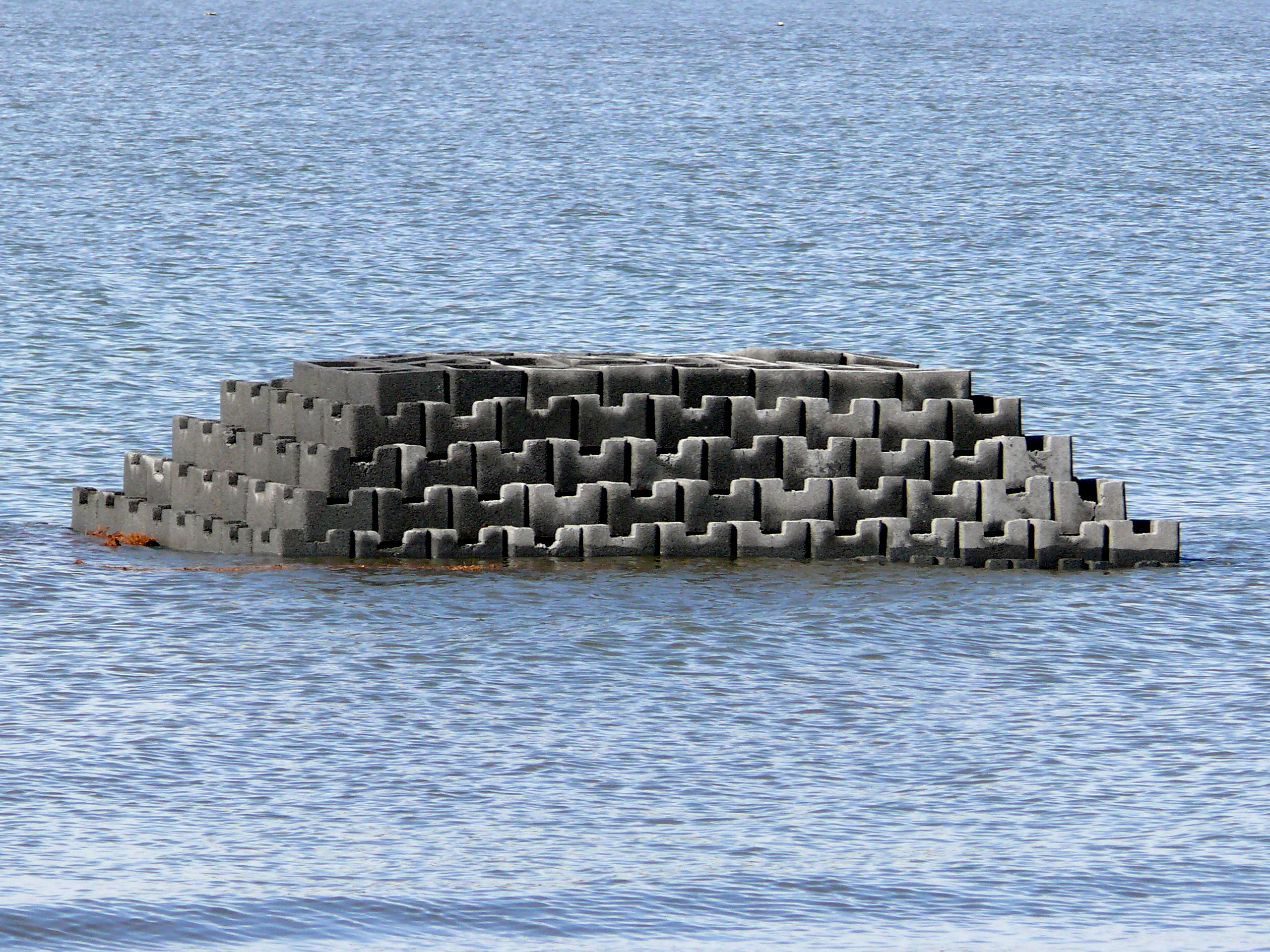
Arrecife del castillo de ostras, proyecto de protección del litoral de Gandy's Beach.

Algunos arrecifes artificiales se utilizan para prevenir la erosión costera. Las propiedades geométricas e hidrodinámicas de los arrecifes son especialmente importantes para determinar su capacidad de mitigar la erosión costera. Los arrecifes artificiales para prevenir la erosión pueden diseñarse para actuar de múltiples maneras. Algunos están diseñados para obligar a las olas a depositar su energía mar adentro en vez de directamente en la costa. Otros arrecifes están diseñados para retener sedimentos en las playas atrapándolos. Por lo general, los arrecifes se diseñan a medida para cada zona única. Algunos se diseñan también para albergar hábitats personalizables para especies objetivo locales.

### Arrecifes artificiales de surf
Algunos tipos de arrecifes artificiales, como los de surf, no tienen como objetivo principal la mejora del ecosistema. Arrecife Hoppy fue uno de los primeros intentos fallidos de crear un arrecife de surf frente a Hermosa Beach (California, 1971). Se han creado arrecifes artificiales de surf en Arrecife de la Estación de Cable (Perth, Australia Occidental, 1999). Arrecife Narrowneck (Gold Coast, Queensland, 2000) Arrecife Chevron, también conocido como Arrecife Pratte (El Segundo, California, 2000, retirado en 2008) y Arrecife de surf Boscombe (Dorset, Inglaterra, 2009, cerrado en 2011).
En la construcción de arrecifes artificiales para el surf se han utilizado diversas estructuras, como hormigón, roca y bolsas geotextiles rellenas de arena. La esperanza de vida de estos materiales varía mucho. Se ha descubierto que las estructuras geotextiles se degradan más rápido de lo previsto en condiciones oceánicas. Algunos analistas sostienen que son fundamentalmente defectuosas. Aunque el uso de bloques de piedra ha suscitado preocupación por los posibles riesgos para la seguridad de los surfistas, se ha sugerido que el uso de piedra puede ser estructuralmente preferible.
Además de mejorar las condiciones para la práctica del surf, los objetivos de la construcción de un arrecife artificial para surf o de un arrecife multifuncional han incluido la estabilización del frente de playa, la protección de la costa y la investigación costera. A veces también se considera la mejora del hábitat. Sin embargo, se prefieren distintos materiales para la construcción de arrecifes artificiales de surf y el desarrollo de arrecifes para la mejora del ecosistema.
Una revisión de 2012 de los arrecifes artificiales indicó que los arrecifes artificiales de surf tuvieron un rendimiento pobre en términos de su propósito previsto y éxito, rara vez logrando los objetivos primarios o secundarios de "Mejora del Surf" Para el arrecife de Pratte, se utilizaron bolsas tejidas de polipropileno en una primera fase y bolsas tejidas de poliéster en una segunda etapa llenando un área de aproximadamente 1600 metros cúbicos. Incluso después de duplicar el presupuesto original, los materiales utilizados se degradaron rápidamente y la rehabilitación resultante costó más que la instalación. Arrecife Mount, en Mount Maunganui (Nueva Zelanda), utilizó contenedores más duraderos y un volumen de unos 6.000 metros cúbicos de arena. Aunque tuvo cierto éxito en la creación de olas, también se deterioró y tuvo que ser retirado. El arrecife de Narrowneck era mucho mayor, de al menos 60.000 metros cúbicos y tuvo cierto éxito en su objetivo principal de estabilización de la costa, pero no tanto en la mejora del surf.
Varios proyectos australianos han utilizado la piedra para aumentar los arrecifes existentes. En Arrecife de la Estación de Cable se añadieron rocas calizas a un arrecife ya existente. En el Arrecife Burkitts, en la costa de Woongarra, se rompieron grandes rocas para rellenar huecos en un arrecife ya existente de cantos rodados y grava. En el arrecife de Palm Beach, en la Costa Dorada de Australia, se utilizaron cantos rodados de piedra para adaptar la forma de un rompeolas existente y proteger la arena añadida. Otro arrecife artificial de piedra, situado en Borth (Gales), se diseñó principalmente para la protección de la costa.
Uno de los principales problemas es que los cambios que se producen a sotavento de las estructuras arrecifales sumergidas son complejos, no se comprenden bien y son difíciles de modelizar y predecir. Desde 2012, los prototipos existentes se han caracterizado como "solo de prueba o experimentales" y los modelos predictivos no han alcanzado "precisión o fiabilidad", aunque se ha esperado que "la construcción y el seguimiento continuos de los arrecifes construidos sumergidos (SCR, por sus siglas en inglés) permitan comprender mejor los procesos y perfeccionar los métodos para predecir la respuesta de la costa". Incluso en los casos que inicialmente se consideraron exitosos, los cambios posteriores y el deterioro de las estructuras han dado lugar a malos resultados.
Las expectativas de los surfistas respecto a los arrecifes artificiales, en particular "la expectativa del público en general de olas consistentes y de calidad durante una amplia gama de condiciones ambientales", también han llevado a la decepción. La ciencia del surf es un campo relativamente nuevo. La capacidad de lograr olas consistentes para surfear en una gama de condiciones en entornos naturales generalmente requiere el preacondicionamiento de las olas o características de rotura a gran escala, o ambas cosas. La escala de los primeros arrecifes artificiales de surf era demasiado pequeña para lograr tal consistencia.

### Lugares de inmersión recreativa

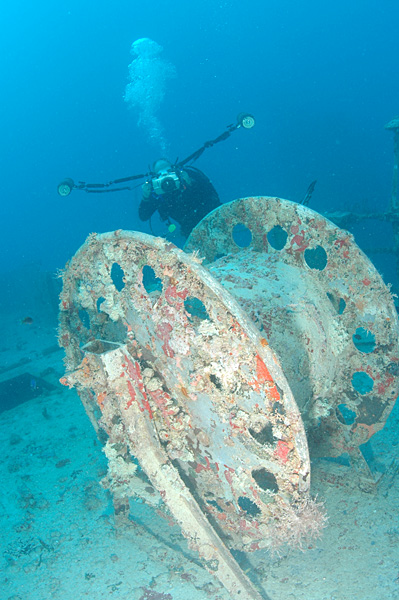
Gran carrete en la cubierta de Spiegel Grove, con buzo

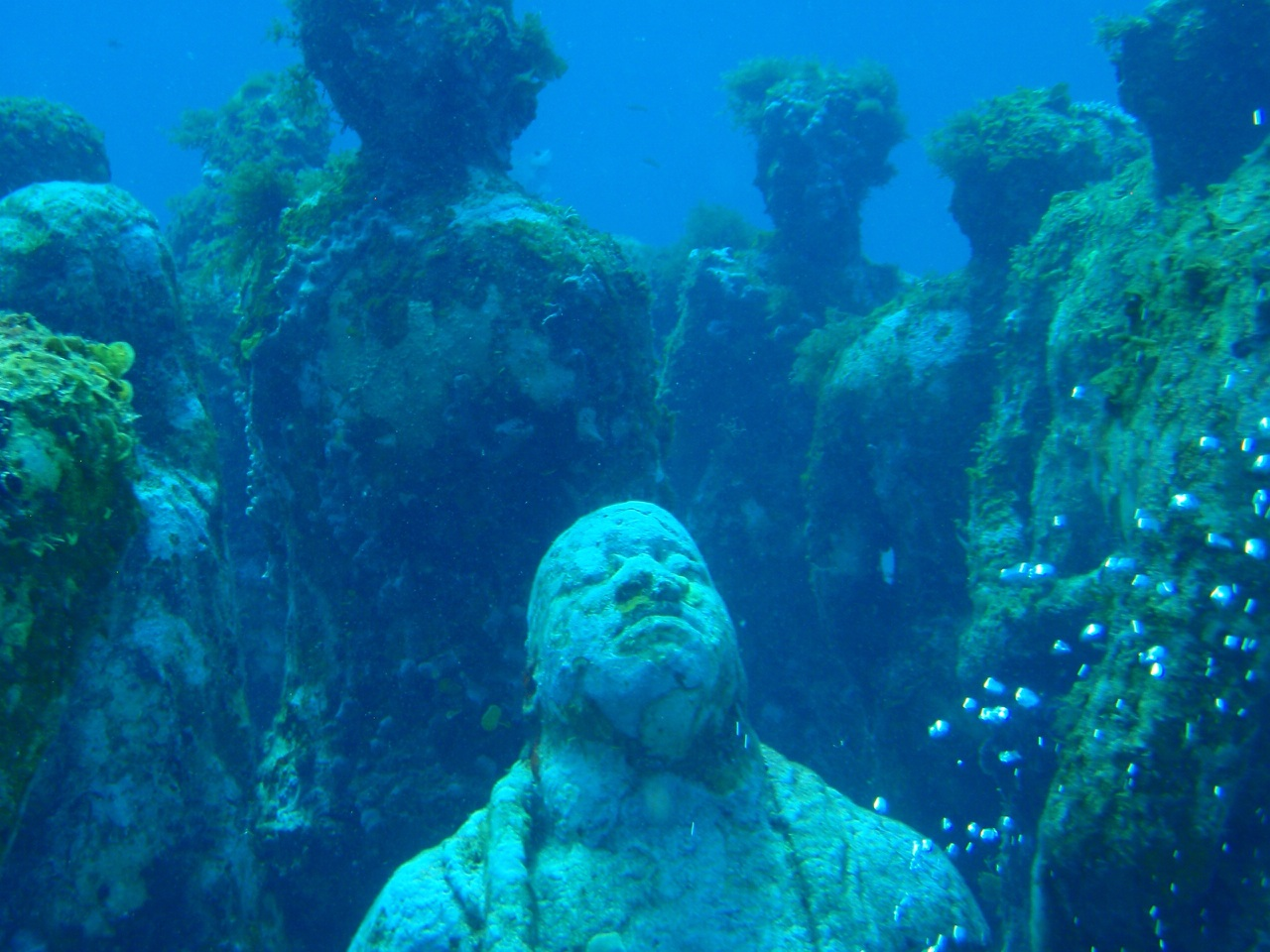
Estatua de Jason deCaires Taylor, Museo Subacuático de Arte

Miles de puntos de buceo en pecios en todo el mundo son restos de naufragios hundidos como arrecifes artificiales. Algunos de estos pecios fueron hundidos deliberadamente para atraer a los buceadores. El USS Spiegel Grove y el USS Oriskany en Florida, el USS Indra y el USS Aeolus en Carolina del Norte y el Bianca C. en Granada atraen a miles de buceadores cada año.

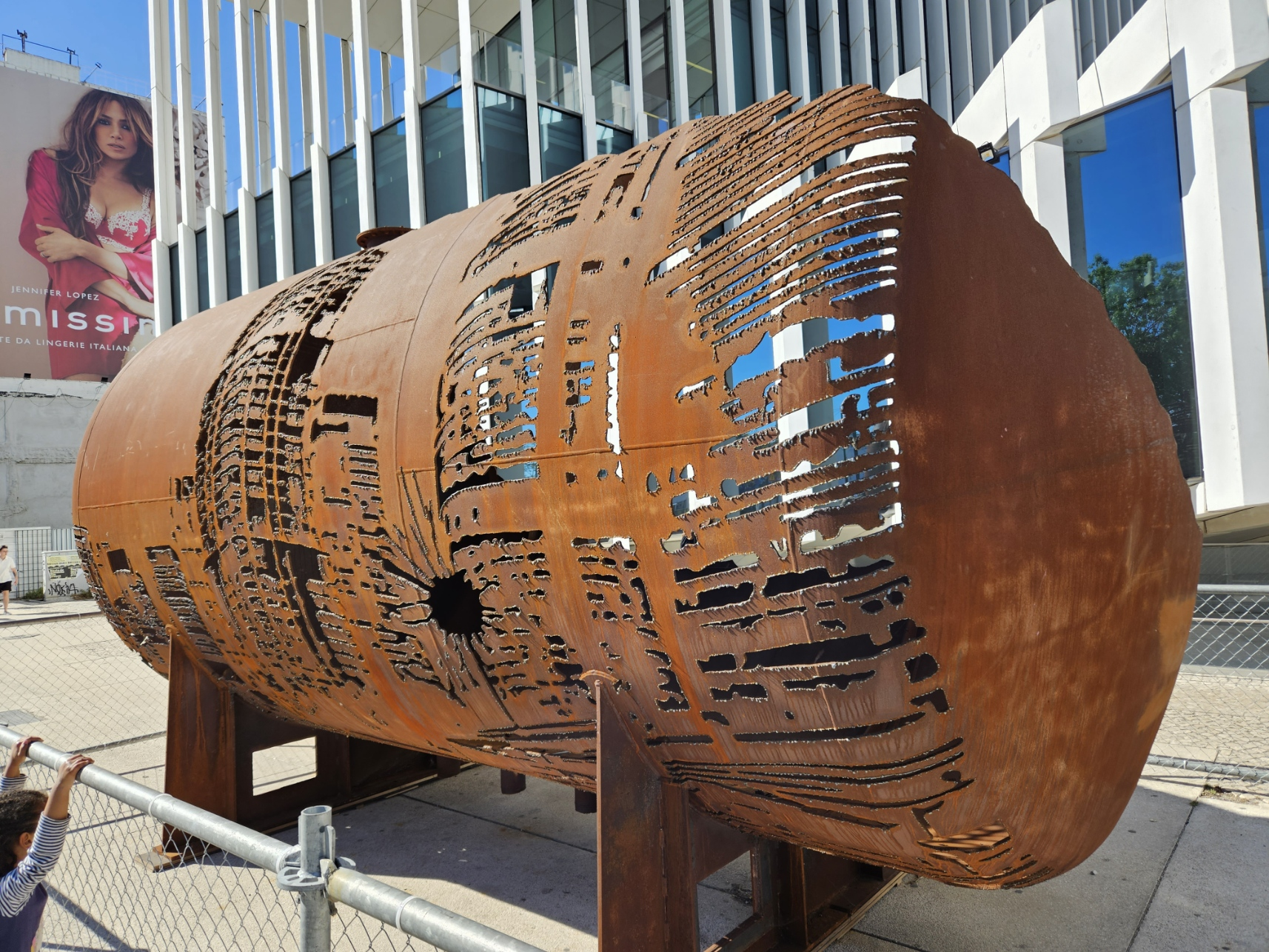
Obra para la creación de Artreef, Albufeira

En otras zonas, los puntos de inmersión se han desarrollado en colaboración con artistas como obras de arte. Por ejemplo, el Museo Subacuático de Arte del Parque Nacional Marino de Cancún contiene cientos de estatuas de tamaño natural, que ofrecen a los buceadores una alternativa a los sensibles arrecifes de coral de la región. Cada estatua está hecha a partir de un molde de yeso de una persona viva, utilizando un "cemento marino" de PH neutro, obra de Jason deCaires Taylor.
En Lisboa, 13 obras de Alexandre Farto (Vhils) se colocarán en un arrecife artificial frente a la costa de Albufeira a partir de junio de 2024. Las obras están hechas con partes de centrales eléctricas desmanteladas.
Un estudio realizado en Barbados mostró una marcada variación en la satisfacción de los buceadores con las experiencias de buceo en arrecifes artificiales. Los buceadores noveles solían estar más satisfechos que los más experimentados, que preferían los arrecifes naturales y los grandes pecios.

## Medio ambiente
Entre las preocupaciones medioambientales que suscitan los arrecifes artificiales figuran los posibles daños físicos a los parajes naturales existentes en la zona de instalación; su potencial para alterar los patrones existentes de vida marina mediante la introducción de especies no autóctonas y la atracción de peces, huevos y larvas de los hábitats naturales circundantes; su potencial para concentrar los peces en zonas donde sea más fácil capturarlos, lo que provocaría una sobrepesca y daños a largo plazo a las pesquerías; y el potencial de los materiales utilizados en los arrecifes artificiales para degradarse y causar daños al hábitat natural. Esto puede incluir la toxicidad de contaminantes como pintura, aceite y plásticos, así como partes del arrecife que se desprenden y se convierten en residuos oceánicos o se lavan en arrecifes naturales y playas.

### Cambios demográficos
Muchos organismos marinos muestran un alto grado de movimiento o dispersión. Los peces atraídos por las zonas de arrecifes artificiales varían de un arrecife a otro en función de la edad, el tamaño y la estructura del arrecife. Los hábitats preferidos varían tanto entre especies como dentro de una misma especie, en función de la fase de desarrollo y el comportamiento del organismo. Los entornos más adecuados para las fases larvaria y juvenil pueden diferir de los preferidos por los adultos. Por ejemplo, el pargo rojo (Lutjanus campechanus) de 1-2 años muestra una atracción mucho mayor por vivir en estructuras verticales de arrecifes artificiales que el pargo rojo de más edad. Entre los 6 y 8 años de edad, los adultos regresan a los hábitats de fondos fangosos y arenosos, que albergan la fase larvaria pelágica de la especie. Conocer cómo se relacionan los organismos con el hábitat marino es fundamental para cartografiar los recursos marinos y comprender cómo afectan los arrecifes artificiales a los procesos marinos. La ubicación de los arrecifes artificiales debe tener en cuenta la presencia de hábitats naturales existentes y las necesidades de las especies en múltiples fases de desarrollo, incluida la necesidad de hábitats reproductivos y de fases tempranas.
El uso oportunista de naufragios y derrames de petróleo como arrecifes artificiales crea una nueva estructura trófica para el ecosistema local. Se ha demostrado que la estructura trófica de los arrecifes artificiales y naturales difiere mucho. Con el tiempo, los arrecifes artificiales no desarrollan las mismas funciones y diversidad que los arrecifes naturales, a menos que su estructura sea similar a la de los arrecifes naturales. Por ejemplo, el arrecife de San Eustaquio, de casi 200 años de antigüedad, ha desarrollado un ecosistema diverso y sano, pero tiene especies de coral diferentes y menos abundantes que un arrecife natural cercano.
Como consecuencia, los arrecifes artificiales pueden desequilibrar el ecosistema natural y afectar a los hábitats cercanos, en algunos casos atrayendo especies no autóctonas e invasoras que perturban los ecosistemas locales. En 2008, en el atolón de Palmyra, al sur de Hawái, la lixiviación de hierro procedente de un naufragio provocó el aumento de algas y de una anémona marina llamada coralimorfo, asfixiando al coral existente y creando un "arrecife negro".
Los arrecifes artificiales pueden aumentar rápidamente la población local de peces, los arrecifes de coral y el crecimiento de las algas.  Sin embargo, el dilema entre atracción y producción consiste en determinar si los aumentos locales de las poblaciones de peces se deben a cambios en la distribución de las poblaciones en un área más amplia (hipótesis de la atracción) o a aumentos de la producción local (hipótesis de la producción). Algunos investigadores, como James Bohnsack, biólogo del Servicio Nacional de Pesquerías Marinas (NMFS: National Marine Fisheries Service), han argumentado que la cantidad de biomasa que se encuentra en los arrecifes artificiales es atraída fuera de las zonas cercanas en lugar de desarrollarse en ellas. Según esta opinión, los arrecifes artificiales no aumentan las poblaciones de peces, sino que funcionan como un tipo de dispositivo de agregación de peces (FAD: Fish Aggregating Device) que atrae peces, huevos y larvas de otros arrecifes. Sin embargo, hay indicios que sugieren que los arrecifes artificiales pueden ser una fuente de producción además de atracción. Una revisión de 2022 concluyó que "la cuestión de la atracción-producción en torno a los arrecifes artificiales... sólo puede evaluarse caso por caso para cada uno y validarse después de su instalación".
La concentración de peces en un arrecife facilita la pesca. La mayor concentración de peces en arrecifes artificiales puede facilitar la captura de poblaciones de peces, con el consiguiente riesgo de sobrepesca y daños a largo plazo para las pesquerías. Esto tiene implicaciones para la gestión de la pesca artesanal e industrial.

### Escombros
Existe la preocupación de que se abuse de la colocación de arrecifes artificiales de oportunidad y se conviertan en un pretexto para el vertido encubierto en el océano. En Estados Unidos y a escala internacional se han propuesto medidas reguladoras para contrarrestar los abusos, pero pueden ofrecer poca protección.

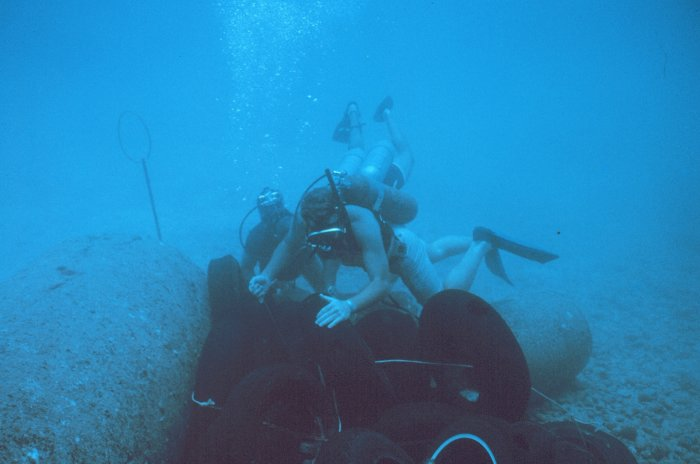
Neumáticos de desecho colocados en una matriz para investigar su eficacia como hábitat de peces, Bahía de Pokai, Oahu, julio de 1969.

Se ha descubierto que algunos arrecifes artificiales son menos estables de lo que se esperaba en un principio y se rompen en componentes que se convierten en desechos oceánicos, que llegan a los arrecifes naturales y a las playas y los dañan. A principios de la década de 1970 se utilizaron neumáticos de desecho para crear varios arrecifes artificiales. Posteriormente, las tormentas tropicales derribaron el sistema de contención de neumáticos, arrastrándolos hasta las playas, destruyendo los arrecifes de coral cercanos e inhibiendo el crecimiento de nuevos corales. En el arrecife Osborne, frente a la costa de Fort Lauderdale, Florida, las tormentas rompieron las correas de nailon que mantenían unidos los haces de neumáticos originales. En noviembre de 2019, se habían retirado 250.000 de los 700.000 neumáticos estimados. Francia ha comenzado a retirar sus arrecifes de neumáticos. El grupo Ocean Conservancy ahora incluye la retirada de neumáticos durante la Limpieza Internacional de Costas en septiembre de cada año. Desde 2021, la empresa 4Ocean también ha añadido la recogida de neumáticos del fondo a sus operaciones de limpieza.
Algunos intentos de construir arrecifes artificiales para la práctica del surf también han sido problemáticos. En varias de las primeras instalaciones para la práctica del surf se utilizaron bolsas geotextiles rellenas de arena que se degradaron más rápidamente de lo previsto. Casos como el del arrecife de Pratte en California y el del Monte Maunganui en Nueva Zelanda han requerido extensas obras de rehabilitación para retirar los materiales. En algunos casos, la reparación ha costado más que la instalación original. Se ha afirmado que este enfoque de la construcción de arrecifes es fundamentalmente erróneo.

### Toxicidad
Los arrecifes artificiales, sobre todo los oportunistas en los que se utilizan materiales que no estaban pensados originalmente para uso marino, pueden degradar y causar daños al hábitat natural. Si se utilizan materiales inadecuados en un arrecife artificial, pueden interferir en el crecimiento de las algas que constituyen la fuente de alimento del coral, provocando su muerte.
El PVC, los plásticos, el petróleo, la pintura, el asbesto, el hierro y otros metales oxidados pueden liberar contaminantes tóxicos como los bifenoles policlorados (PCB: Poly-chlorinated biphenols) y los metales pesados (Pb, Cu, Ni, Cd, Zn, Ag y Hg). Los materiales tóxicos pueden entrar en la cadena alimentaria y afectarla a todos los niveles, incluidos los peces y los seres humanos. Sin embargo, se considera improbable que el consumo de marisco procedente de arrecifes artificiales y pecios suponga un riesgo a largo plazo para la salud humana a niveles medios de consumo, con la excepción de los erizos y otros mariscos de pasto, que deben evitarse.
Las recomendaciones internacionales establecen que los arrecifes artificiales deben utilizar materiales inertes. Según las "Directrices específicas para la evaluación de materiales geológicos inorgánicos inertes" de 2009 elaboradas por el Convenio y Protocolo de Londres/PNUMA, los materiales inertes no pueden causar contaminación por lixiviación, deterioro físico y químico o actividad biológica.
Se sigue intentando crear materiales estables a base de residuos que no supongan un peligro, para utilizarlos en arrecifes artificiales. Por ejemplo, se han estabilizado cenizas volantes de petróleo y carbón con cemento y cal para crear bloques experimentales de arrecifes artificiales. Sin embargo, al igual que ocurre con el uso de neumáticos, sigue habiendo problemas medioambientales por la posibilidad de lixiviación.
En Estados Unidos, las mejores prácticas para preparar los buques para su uso en arrecifes artificiales incluyen asumir que los buceadores pueden acceder a todos los lugares, eliminar los peligros potenciales para los buceadores, retirar todos los materiales contaminantes o tóxicos, incluidos los PCB (en cumplimiento de las normas de calidad del agua aplicables a las aguas oceánicas de clase III) y limpiar los escombros y los objetos flotantes. Sin embargo, si los materiales por encima del umbral de contaminantes son demasiado difíciles de retirar, la EPA puede dar permiso para evitar su retirada, como ocurrió en el caso del ex-USS Oriskany. A pesar de gastar 20 millones de dólares en descontaminar el barco, se calcula que aún contenía 700 libras de PCB cuando se hundió en 2006. Las pruebas realizadas posteriormente por la Comisión de Conservación de la Pesca y la Vida Silvestre de Florida durante un periodo de cuatro años hallaron niveles elevados de PBC en los peces que vivían en el "arrecife" del barco.
En la costa de California se ha construido un arrecife artificial para alejar a los peces de un lugar tóxico. Durante 35 años, la Montrose Chemical Corporation de California, fabricante de DDT (Dicloro Difenil Tricloroetano), se deshizo indebidamente de residuos químicos tóxicos a través del sistema de alcantarillado y vertiendo barriles de residuos en el océano. Como parte de los esfuerzos de recuperación de la Administración Nacional Oceánica y Atmosférica (NOAA: National Oceanic and Atmospheric Administration), en 2020 se colocaron 70.000 toneladas de roca de cantera en el fondo del océano cerca de la playa, creando un nuevo hábitat para atraer a los peces y algas a una zona más segura.

## Ejemplos

### Florida
En Florida hay numerosos arrecifes artificiales, muchos creados a partir de barcos hundidos deliberadamente, como los cúteres de la Guardia Costera Duane y Bibb y el buque de desembarco de la Marina estadounidense Spiegel Grove.

#### Arrecife Osborne

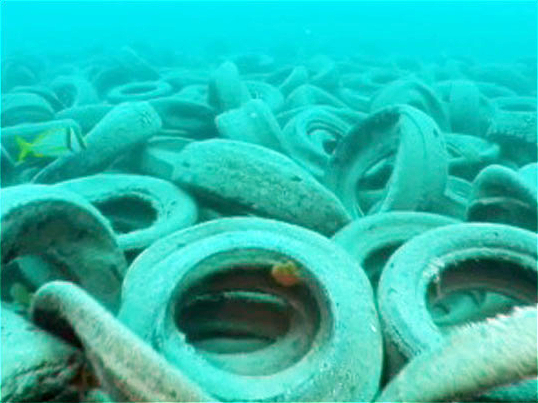
Neumáticos que constituyen el arrecife Osborne (2007)

A principios de la década de 1970, se vertieron más de 2.000.000 de neumáticos usados de vehículos en la costa de Fort Lauderdale (Florida) para formar un arrecife artificial. Sin embargo, los neumáticos no estaban bien sujetos a las estructuras del arrecife y las corrientes oceánicas los desprendieron, estrellándolos contra el arrecife en desarrollo y sus vecinos naturales. En 2009 se habían retirado menos de 100.000 neumáticos tras más de diez años de esfuerzos.

#### Arrecife Neptuno
Arrecife conmemorativo de Neptuno se concibió originalmente como un proyecto artístico llamado The Atlantis Reef Project y fue ideado y creado por Gary Levine y Kim Brandell. El entierro en el mar se convirtió en una forma de financiar el proyecto. Hasta 2011, se habían producido unas 200 "colocaciones". Los restos incinerados se mezclan con hormigón y se colocan en columnas o se moldean en forma de estrellas de mar, corales cerebrales, leones de 4,6 m u otras formas antes de introducirlos en el agua.

#### Ex-USS Massachusetts
En 1921, el acorazado estadounidense Massachusetts fue hundido en aguas poco profundas frente a la costa de Pensacola (Florida) y posteriormente utilizado como blanco de artillería experimental. En 1956 el buque fue declarado propiedad del estado de Florida por el Tribunal Supremo de Florida. Desde 1993, el pecio es una Reserva Arqueológica Subacuática de Florida y está incluido en el Registro Nacional de Lugares Históricos. Sirve como arrecife artificial y lugar de buceo recreativo.

#### Ex-USS Oriskany

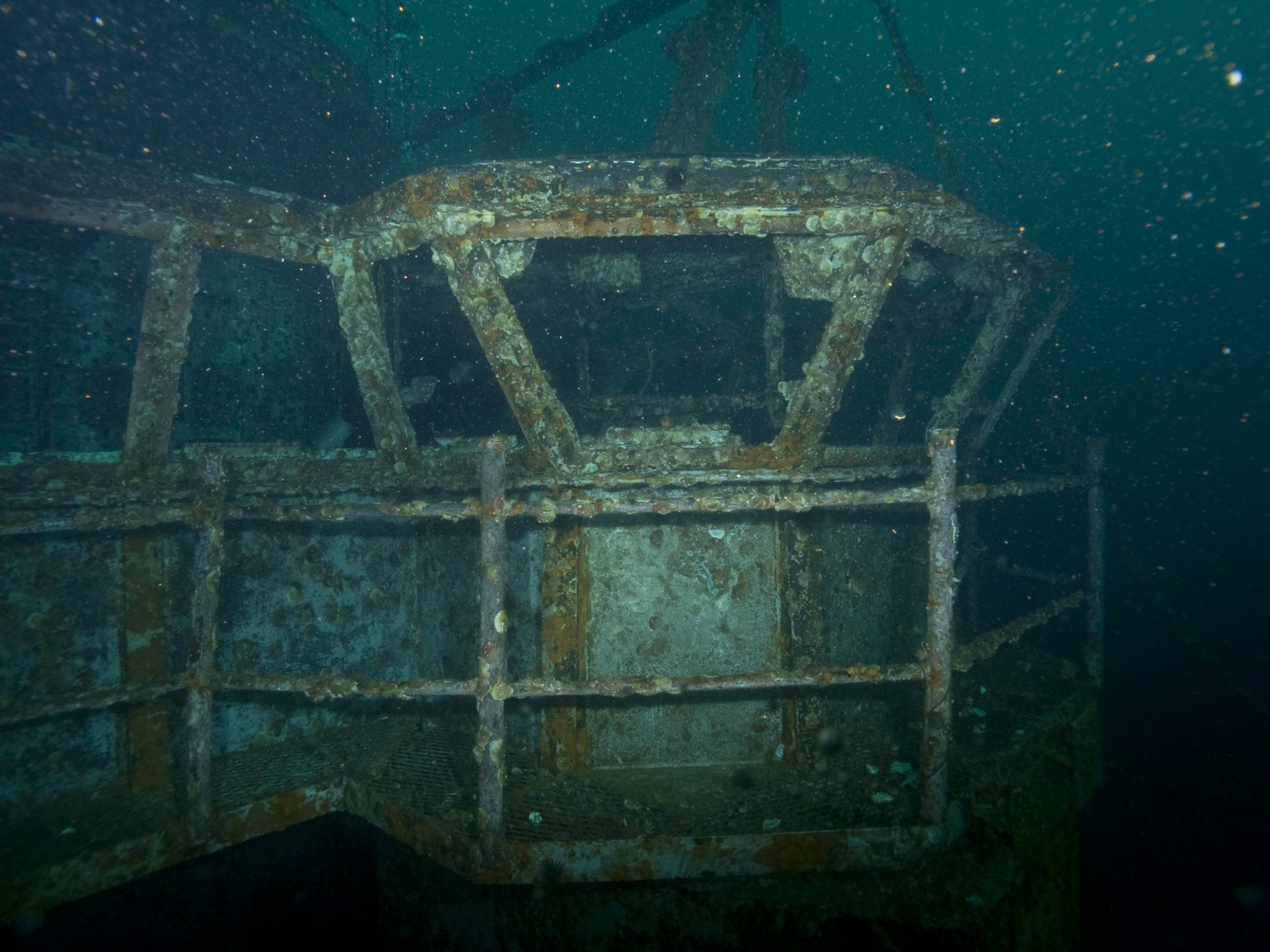
Vida marina creciendo en los restos del USS Oriskany, hundido intencionadamente en 2006 para convertirlo en un arrecife artificial.

El mayor arrecife artificial del mundo se creó al hundirse el portaaviones USS Oriskany, de 44.000 toneladas, frente a la costa de Pensacola (Florida) en 2006.

#### Ex-USNS Hoyt S. Vandenberg
El segundo arrecife artificial más grande es el USNS Hoyt S. Vandenberg, un antiguo buque de tropas de la Segunda Guerra Mundial que sirvió como buque de seguimiento de naves espaciales tras la contienda. El Vandenberg fue hundido a siete millas de Cayo Hueso el 27 de mayo de 2009, en aguas transparentes de 140 pies (43 m). Sus partidarios esperaban que el barco alejara a los buceadores recreativos de los arrecifes naturales y permitiera a éstos recuperarse de los daños causados por el uso excesivo.

#### Ex-USS Spiegel Grove
El ex-USS Spiegel Grove se encuentra en Dixie Shoal, a 6 millas (9,7 km) de los Cayos de Florida, en el Santuario Marino Nacional de los Cayos de Florida. Su ubicación exacta es 25°04′00.23″N 80°18′00.7″O / 25.0667306, -80.300194.

### Carolina del Norte

#### Ex-USS Yancey
El USS Yancey fue hundido como arrecife artificial frente a Morehead City (Carolina del Norte), en 1990, como AR-302. Está tumbado sobre su costado de estribor a una profundidad de 160 pies (49 m).

#### Ex-USCGC Spar
El USCGC Spar fue hundido en junio de 2004 por el capitán Tim Mullane en aguas de 108 pies (33 m), a 30 millas (48 km) de Morehead City (Carolina del Norte), donde sirve de arrecife artificial.

#### Ex-USS Indra
El USS Indra fue hundido como arrecife artificial, el 4 de agosto de 1992 en 60 pies (18 m) de agua. Sus coordenadas son 34°33′55″N 76°58′30″O / 34.56528, -76.97500.

#### Ex-USS Aeolus
El USS Aeolus fue hundido para formar un arrecife artificial en agosto de 1988 como AR-305. El ex-Aeolus, se encuentra a 18,3 millas náuticas de Beaufort Inlet Sea Buoy en 104 pies (30 m) de agua.

### Delaware

#### Arrecife Redbird

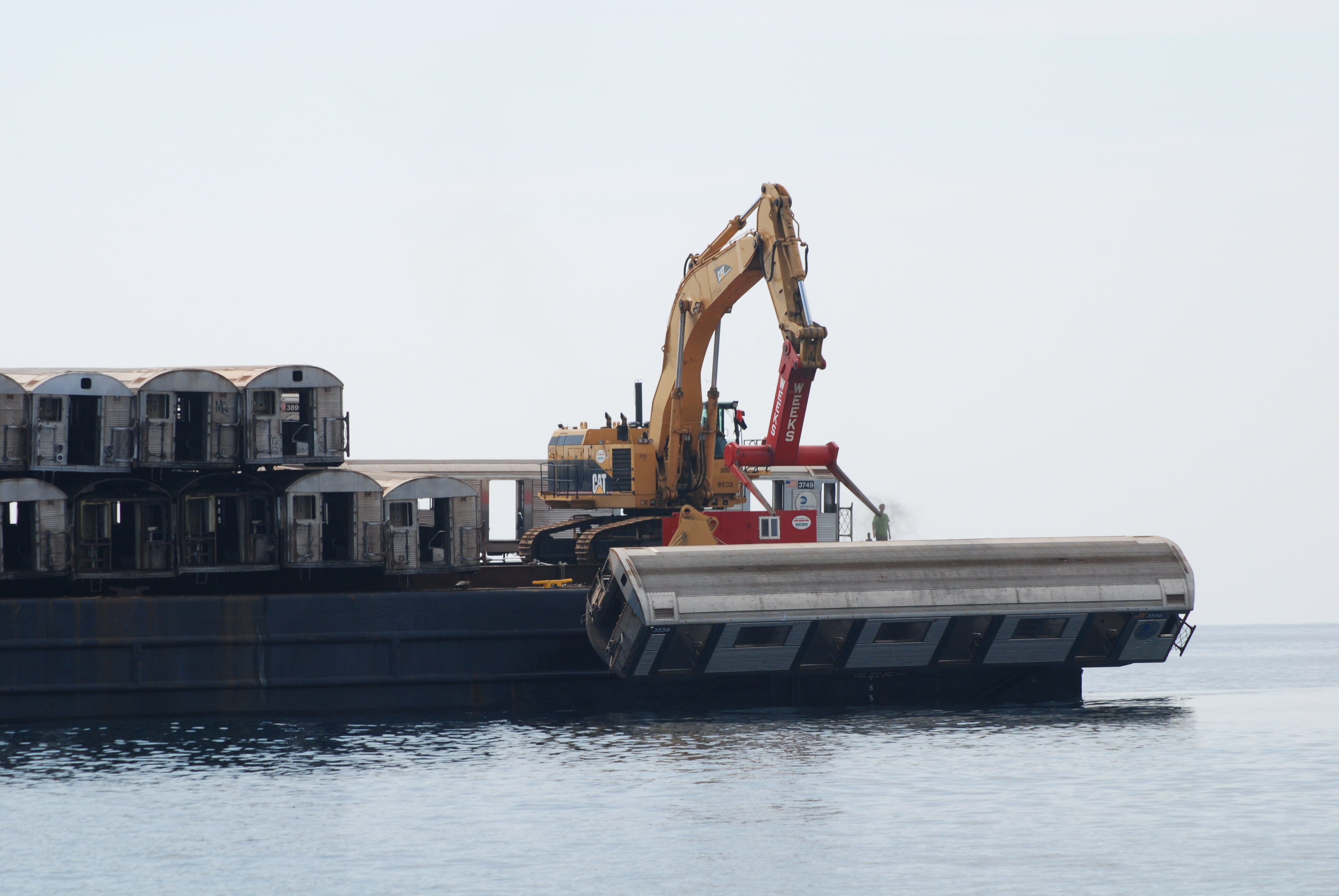
Vagones de metro retirados en una barcaza antes de ser hundidos para formar un arrecife artificial.

A finales de la década de 2000, la Autoridad de Tránsito de la ciudad de Nueva York decidió retirar una flota anticuada de vagones de metro para hacer sitio a los nuevos trenes R142 y R142A. Estos vagones obsoletos, apodados "Redbirds" (pájaros rojos), llevaban 40 años circulando por la División A (antiguas rutas de la Interborough Rapid Transit Company) del metro de Nueva York. Cada coche fue desguazado, descontaminado, cargado en una barcaza y hundido en el océano Atlántico frente a las costas de Delaware, Virginia, Carolina del Sur, Georgia y Florida. A algunos vagones se les retiraron las placas de matrícula debido al óxido, que luego se subastaron en eBay. En total se hundieron 1.200 vagones de metro para este proyecto.
En septiembre de 2007, la Autoridad de Tránsito de Nueva York aprobó otro contrato con Weeks Marine, por valor de 6 millones de dólares, para enviar 1.600 de sus vagones de metro retirados a ser utilizados como arrecifes artificiales. Los viejos modelos estaban revestidos de acero inoxidable, salvo los extremos delanteros de plástico reforzado con fibra de vidrio, que se retiraron antes de hundirlos. La flota retirada incluía viejos trenes de trabajo y vagones muy dañados, irreparables.

### Canadá

#### Columbia Británica
En 2006, la Sociedad de Arrecifes Artificiales de la Columbia Británica hundió un Boeing 737-200 que Air Canada consideró inservible.

### México

#### Museo Subacuático de Cancún
Desde noviembre de 2009, el artista Jason deCaires Taylor ha creado más de 400 esculturas de tamaño natural en el Museo Subacuático de Arte frente a la costa de Cancún (México). Los arrecifes de coral de esta región sufrieron una fuerte degradación debido al abuso repetido de los huracanes. Este proyecto fue financiado por el Parque Nacional Marino y la Asociación Náutica de Cancún. Se diseñó para emular arrecifes de coral utilizando una arcilla de ph neutro. Taylor construyó escenarios únicos que representaban actividades cotidianas, desde un hombre viendo la televisión hasta una réplica de un Volkswagen Escarabajo de los años setenta. Este arrecife artificial alivió la presión del cercano arrecife de Manchones.

### Australia
Desde finales de la década de 1990, el gobierno australiano proporciona buques de guerra retirados del servicio para utilizarlos como arrecifes artificiales para el submarinismo recreativo. Hasta ahora, se han hundido siete barcos:
- HMAS Swan en Dunsborough, Australia Occidental, en diciembre de 1997.[135]
- HMAS Perth en Albany, Australia Occidental, en noviembre de 2001.[136]
- HMAS Hobart en la bahía de Yankalilla, Australia Meridional, en noviembre de 2002.[137]
- HMAS Brisbane frente a la Costa Sunshine en Queensland en julio de 2005.[138]
- HMAS Canberra en un emplazamiento al oeste de la entrada de la bahía de Port Phillip en Victoria durante octubre de 2009.[139]
- HMAS Adelaide frente a Terrigal en la costa central de Nueva Gales del Sur durante abril de 2011.
- HMAS Tobruk frente a Hervey Bay en la costa de Queensland el 29 de junio de 2018.[140]

Arrecife Cooper es un arrecife artificial construido expresamente frente a la costa de Esperance (Australia Occidental). Está a 30 m de profundidad y consta de 128 módulos de hormigón en forma de cúpula diseñados para atraer a los peces y mejorar las poblaciones, creando así nuevas oportunidades de pesca y recreo para turistas, pescadores y familias locales.

### Costa Rica
En Playa Hermosa, el Proyecto Arrecife Artificial Playa Hermosa ha creado un arrecife artificial utilizando aislantes de porcelana desechados.

### Curazao
En Curazao, Secore International ha creado 12 arrecifes artificiales utilizando la técnica rentable con pequeñas estructuras de hormigón en forma de tetrápodos, sembradas con larvas de coral.

### Saba y Statia
El proyecto AROSSTA está situado en las islas caribeñas holandesas de San Eustaquio y Saba. Basándose en comparaciones de la eficacia de las bolas de arrecife, las tortas de capas y la roca para arrecifes artificiales, los investigadores han desarrollado MOREEF (Modular Restoration Reef) para proporcionar una estructura interna más compleja y aumentar la disponibilidad de refugio.

### Gibraltar
El arrecife de Gibraltar fue propuesto por primera vez por Eric Shaw en 1973. Los primeros experimentos con neumáticos resultaron infructuosos, ya que éstos eran arrastrados por las corrientes o quedaban enterrados bajo la arena. En 1974, se donaron embarcaciones de puertos deportivos locales y de la Autoridad Portuaria de Gibraltar. Los dos primeros fueron barcazas que se hundieron en la bahía de Camp. En 2006, también se hundió allí un barco de madera de 65 toneladas, True Joy (también conocido como Arca de Noé).
Shaw ayudó a fundar el Helping Hand Trust en 1994. El Trust colabora con investigadores de todo el mundo para ampliar el arrecife y conservar, proteger y vigilar el mundo natural. El arrecife artificial, que contiene más de 30 barcos hundidos y naufragados, fue el primero que se construyó en Europa y sigue siendo uno de los más grandes.
La ampliación del arrecife artificial se detuvo después de que el carguero "New Flame" colisionara con el "Torm Gertrud" y se hundiera en una zona conocida como "Los Picos". Los Picos era uno de los dos arrecifes naturales dentro de la zona de especial interés de Gibraltar registrada por la UE, con un alto nivel de biodiversidad Tras dos años de trabajos de salvamento, se determinó que intentar retirar lo que quedaba de la quilla y el fondo dañaría el arrecife natural. Las autoridades decidieron dejar el resto donde estaba.
En 2013, el gobierno de Gibraltar (independiente del fideicomiso de Eric Shaw) hundió más de 70 bloques de hormigón de un metro cuadrado cada uno con barras metálicas salientes. Esto provocó un acalorado debate entre el Reino Unido y España, con Gibraltar acusando a España de más de cuarenta incursiones en sus aguas al mes y España acusando a Gibraltar de incluir barras de metal en el arrecife para impedir que los pescadores españoles arrastraran el fondo marino en busca de peces. El descenso provocó un conflicto diplomático entre ambos países porque Gibraltar es un territorio británico de ultramar. En 2015, Shaw informó de que había "todo tipo de vida en el nuevo arrecife, desde especies microbiológicas hasta congrios y morenas".

### India

#### Arrecife Temple
La experimentación con estructuras artificiales de arrecife en el sitio de buceo del Arrecife Temple, frente a la costa de Pondicherry (India), comenzó ya en 2013. El centro de buceo Temple Adventures construyó en 2015 una estructura con forma de templo a 18 metros de profundidad, utilizando materiales reciclados como hormigón, rocas, árboles, palmeras y barras de hierro.
La Temple Reef Foundation se fundó en 2017 para apoyar la conservación marina y el desarrollo ulterior de arrecifes artificiales de surf en la zona. En 2019 se añadió el Arrecife Bennington al sitio de buceo del arrecife Temple utilizando un diseño patentado de bloques de cemento-dolomita. El bloque inicial se imprimió en 3D y se construyeron más bloques utilizando marcos moldeados. En 2020, el proyecto comenzó a probar un nuevo prototipo de bloque que utiliza residuos de cáscara de huevo, arena, guijarros y cemento, estabilizado con barras de refuerzo de hierro.

### Dubái
Perla de Dubái es una Ciudad Perdida inspirada en el arte frente a la costa de Dubái. Ocupa una superficie de dos hectáreas y está situada en las Islas del Mundo. A una profundidad de entre 10 y 20 metros, el yacimiento está diseñado como una antigua ciudad perdida, con templos y estatuas inspirados en diseños regionales del año 800 a. C. En 2023, se presentaron en Dubái los diseños del mayor proyecto de restauración oceánica y ecoturismo del mundo. El proyecto, denominado Arrecifes de Dubái, pretende utilizar la tecnología de impresión en 3D para crear el mayor arrecife artificial del mundo.

### Aqaba, Jordania
Jordania construyó un museo submarino de vehículos militares que, con el tiempo, formará un arrecife artificial.

### Filipinas
Underwater Chocolate Hills es un proyecto de arrecife artificial emprendido por Spindrift Reefs Dive Center frente a la costa de la isla de Panglao (Filipinas). Consiste en coral roto recogido por buceadores locales, que lo sujetan a estructuras de alambre. Las estructuras tienen la misma forma que las Colinas de Chocolate, que se encuentran en la región de Bohol. El objetivo es crear un nuevo punto de inmersión y un nuevo hábitat marino.

### Líbano
En 2018, el Ejército libanés donó 10 tanques desvalijados a una ONG y los hundió a 3 km de la costa de Sidón, en el sur del Líbano.

### Malta
Tras una explosión de gas ocurrida el 3 de febrero de 1995, el petrolero Um El Faroud, de propiedad libia, fue hundido frente a las costas de Malta como arrecife artificial.